# Amazonina lanei
Amazonina lanei är en kackerlacksart som beskrevs av Rocha e Silva 1962. Amazonina lanei ingår i släktet Amazonina och familjen småkackerlackor. Inga underarter finns listade i Catalogue of Life.